# Skyrunner World Series 2025
Navigation
2024 2026
Le Skyrunning World Series 2025 est la vingt-troisième édition du Skyrunner World Series, compétition internationale de Skyrunning fondée en 2002 par la Fédération internationale de skyrunning. Cette édition comporte 24 courses.

## Règlement
Le calcul des points est identique dans les catégories féminines et masculines. Le score final cumule les 5 meilleures performances régulières de la saison, plus la course SkyMasters. Les 30 premiers de chaque course obtiennent des points selon un barème unique.
Pour se qualifier pour la course finale, SkyMasters, de la compétition, les athlètes doivent remplir l'une des conditions suivantes.
- Terminer au moins quatre courses de la Skyrunner World Series et se classer dans le top 20 d'au moins l'une d'entre elle
- Terminer sur le podium d'une course d'une Skyrunner National Series ou se classer dans les trois premières place du classement d'une Skyrunner National Series
- Terminer sur le podium d'une épreuve des championnats du monde de skyrunning ou de championnats continentaux de skyrunning

Le barème de points introduit la saison passée est abandonné au profit d'un barème similaire aux années précédentes.
| Classement                         | 1er | 2e  | 3e  | 4e  | 5e | 6e | 7e | 8e | 9e | 10e | 11e | 12e | 13e | 14e | 15e | 16e | 17e | 18e | 19e | 20e | 21e | 22e | 23e | 24e | 25e | 26e | 27e | 28e | 29e | 30e |
| ---------------------------------- | --- | --- | --- | --- | -- | -- | -- | -- | -- | --- | --- | --- | --- | --- | --- | --- | --- | --- | --- | --- | --- | --- | --- | --- | --- | --- | --- | --- | --- | --- |
| Points pour les courses régulières | 100 | 85  | 77  | 69  | 62 | 56 | 50 | 45 | 41 | 37  | 33  | 30  | 27  | 24  | 22  | 19  | 17  | 15  | 13  | 11  | 10  | 9   | 8   | 7   | 6   | 5   | 4   | 3   | 2   | 1   |
| Points pour la finale SkyMasters   | 150 | 128 | 115 | 103 | 93 | 84 | 75 | 68 | 61 | 55  | 49  | 44  | 40  | 36  | 32  | 29  | 26  | 23  | 20  | 17  | 15  | 13  | 12  | 11  | 10  | 8   | 6   | 5   | 3   | 2   |

À la fin de la saison, 93 500 € de dotations sont attribués aux dix premiers des classements généraux masculins et féminins ainsi que 6 500 € pour le Trophée Esteban Olivero réservé aux espoirs.

## Programme
Pour 2025, le calendrier s'étend à 24 courses étalées sur une longue saison de mars à novembre. Poursuivant l'approche mondiale initiée en 2024, le calendrier offre des épreuves inédites et visite pour la première fois l'Irlande du Nord, la Pologne, le Chili et l'Équateur. La série voit notamment le retour du Mount Kinabalu Climbathon en Malaisie. La finale SkyMasters a lieu le 8 novembre et se déroule à nouveau dans le cadre du Marató dels Dements à Eslida.
| Nom de la course                           | Distance | Dénivelé   | Pays         | Date              |
| ------------------------------------------ | -------- | ---------- | ------------ | ----------------- |
| Acantilados del Norte Skyrace              | 29 km    | 2 250 m D+ | Espagne      | 22 mars 2025      |
| Mexico Sky Challenge                       | 35 km    | 3 555 m D+ | Mexique      | 29 mars 2025      |
| Calamorro Skyrace                          | 27,5 km  | 2 270 m D+ | Espagne      | 5 avril 2025      |
| Andes Mountain Marathon                    | 35 km    | 3 500 m D+ | Chili        | 12 avril 2025     |
| SkyRace des Matheysins                     | 25 km    | 1 930 m D+ | France       | 20 avril 2025     |
| Kailas Penang Skyrace                      | 30 km    | 2 283 m D+ | Malaisie     | 26 avril 2025     |
| Ueda SkyRace                               | 26 km    | 3 050 m D+ | Japon        | 4 mai 2025        |
| Tahtalı Run To Sky                         | 27 km    | 2 650 m D+ | Turquie      | 10 mai 2025       |
| Monte Zerbion Skyrace                      | 22 km    | 2 200 m D+ | Italie       | 17 mai 2025       |
| Hochkönig SkyRace                          | 31 km    | 2 580 m D+ | Autriche     | 31 mai 2025       |
| SkyRace Gorges du Tarn                     | 25 km    | 1 900 m D+ | France       | 7 juin 2025       |
| Minotaur SkyRace                           | 33,5 km  | 2 900 m D+ | Canada       | 21 juin 2025      |
| Ibarra SkyRace                             | 23 km    | 2 200 m D+ | Équateur     | 29 juin 2025      |
| Cordillera Blanca Skyrace                  | 27,5 km  | 1 550 m D+ | Pérou        | 6 juillet 2025    |
| Tatra SkyMarathon                          | 45 km    | 3 300 m D+ | Pologne      | 26 juillet 2025   |
| Matterhorn Ultraks Extreme                 | 27 km    | 3 175 m D+ | Suisse       | 22 août 2025      |
| Saint-Jeoire SkyRace - Trail des 2 Massifs | 30 km    | 2 680 m D+ | France       | 6 septembre 2025  |
| Grigne SkyMarathon                         | 42 km    | 3 600 m D+ | Italie       | 20 septembre 2025 |
| Gorbeia Suzien                             | 32 km    | 2 400 m D+ | Espagne      | 27 septembre 2025 |
| Mourne Skyline                             | 35 km    | 2 700 m D+ | Royaume-Uni  | 11 octobre 2025   |
| Mount Kinabalu Climbathon                  | 26 km    | 2 760 m D+ | Malaisie     | 19 octobre 2025   |
| 2 Peaks SkyRace                            | 26 km    | 2 470 m D+ | Corée du Sud | 25 octobre 2025   |
| Sobrescobio Skyrace                        | 32 km    | 2 100 m D+ | Espagne      | 26 octobre 2025   |
| SkyMasters                                 | 42,5 km  | 3 800 m D+ | Espagne      | 8 novembre 2025   |

## Résultats

### Hommes
Tenant du titre, le Suisse Roberto Delorenzi prend un départ rapide sur l'Acantilados del Norte Skyrace. Il est suivi de près par les Italiens Luca Del Pero et Lorenzo Beltrami ainsi que l'Espagnol Aitor Ajuria. Au kilomètre 20, Luca Del Pero lance son attaque pour s'emparer de la tête et filer vers la victoire. Roberto Delorenzi le talonne mais échoue à la deuxième place pour onze secondes. Lorenzo Beltrami complète le podium.
Le Mexicain Abraham Hernández et le Français Frédéric Tranchand se livrent un duel serré en tête du Mexico Sky Challenge. À mi-parcours, le Français se détache en tête mais Abraham Hernández fait parler son expérience du terrain pour attaquer dans la dernière descente et remporter la victoire devant Frédéric Tranchand. Le Britannique Jacob Adkin complète le podium.
Le départ de la Calamorro SkyRace voit un trio se détacher en tête avec les favoris Luca Del Pero et Roberto Delorenzi ainsi que l'Espagnol Nicolás Molina. Ce dernier se fait distancer par ses rivaux et assure la troisième place. La victoire fait l'objet d'une lutte serrée entre le Suisse et l'Italien mais c'est finalement Luca Del Pero qui parvient à faire la différence pour s'offrir la victoire devant Roberto Delorenzi. L'Italien signe un nouveau record du parcours en 2 h 24 min 19 s.
La première édition de l'Andes Mountain Skyrace se déroule dans des conditions glaciales avec des températures allant de −3 °C au départ et −15 °C sur les hauteurs du parcours. La course voit une lutte serrée en tête entre le Français Frédéric Tranchand, l'Espagnol Manuel Merillas et les Péruviens José Manuel Quispe et Joel Pumacayo. Ayant pris un départ prudent, le Français Damien Humbert lance son attaque à quatre kilomètres de l'arrivée pour rattraper et dépasser ses adversaires. Il parvient à s'imposer en battant José Manuel Quispe dans le sprint final. Joel Pumacayo complète le podium,.
Déjà trois fois victorieux de la Skyrace des Matheysins, le Français Frédéric Tranchand ne parvient pas à suivre le rythme de ses adversaires. Le Britannique Jacob Adkin crée la sensation en menant la première partie de course mais finit par lever le pied. L'Italien Alex Oberbacher en profite pour s'emparer de la tête de course et filer vers la victoire devant le Suisse Roberto Delorenzi. L'Espagnol Jan Torrella complète le podium.
Le jeune Espagnol Marcos Villamuera Izquierdo crée la surprise en dominant la Kailas Penang Skyrace. Menant la course seul en tête, il s'impose avec quinze minutes d'avance sur ses rivaux. Le Mongol Luvsansharav Natsagdorj se classe deuxième devant le favori local Milton Amat.
Le favori local Ruy Ueda prend le premier les commandes de la Ueda Skyrace et file seul en tête. Creusant l'écart sur ses rivaux, il s'impose aisément et remporte sa troisième victoire de l'épreuve. Son compatriote Tsubaja Fuji crée la surprise en s'emparant de la deuxième place avec vingt minutes de retard. L'Allemand Marcel Höche complète le podium.
Un trio prend les commandes de la Tahtalı Run To Sky, composé des Espagnols Alain Santamaría et Nicolás Molina ainsi que du Péruvien José Manuel Quispe. Au kilomètre 18, Alain Santamaría parvient à se défaire de ses rivaux pour s'imposer en 2 h 46 min 23 s, battant ainsi de 35 minutes le précédent record de la course. Nicolás Molina et José Manuel Quispe complètent le podium.
Les Italiens Gianluca Ghiano et Alex Oberbacher se livrent à un duel serré en tête de la Monte Zerbion Skyrace. Courant dans les talons d'Alex Oberbacher, Gianluca Ghiano parvient à faire la différence dans la descente finale et s'impose en 2 h 12 min 54 s. Il améliore de près d'un quart d'heure le record du parcours détenu par Luca Del Pero. L'Espagnol Manuel Merillas complète le podium.
Après plusieurs années courues sur un parcours de réserve en raison des mauvaises conditions météorologiques, la Hochkönig Skyrace retrouve son parcours d'origine. Prenant un départ prudent, le Suédois Martin Nilsson rattrape le groupe de tête, composé entre autres des Italiens Gianluca Ghiano et Daniel Antonioli, en deuxième partie de course. Il lance son attaque à deux kilomètres de la fin et parvient à doubler ses adversaires pour remporter la victoire. Gianluca Ghiano et Daniel Antonioli complètent le podium.
Le favori Luca Del Pero court aux avants-postes de la SkyRace Gorges du Tarn. Il livre un duel un tête avec Frédéric Tranchand mais parvient à faire la différence pour s'imposer avec une minute et demi d'avance sur son rival. Le Britannique Finlay Grant complète le podium.
En raisons de conditions météorologiques avec de fortes pluies et de la neige annoncées, les organisateurs décident d'annuler la Minotaur SkyRace.
José Manuel Quispe prend le premier les commandes de l'Ibarra SkyRace, suivi de près par son compatriote Frank Muñoz. Alain Santamaría tire avantage des passages techniques pour lancer son attaque et passer en tête. Il file vers la victoire malgré la remontée en fin de course de l'Équatorien Marcelo Olivo qui termine deuxième. José Manuel Quispe complète le podium.
La Cordillera Blanca SkyRace voit les favoris locaux Jorge Luis Castro et José Manuel Quispe s'emparer des commandes de la course. Les deux hommes se livrent un duel serré en tête en première partie de course. José Manuel Quispe parvient à faire la différence dans la descente finale pour remporter pour la troisième fois de suite sur l'épreuve. Il devance de cinq minutes Jorge Luis Castro. Alain Santamaría tente de suivre le duo de tête mais ne parvient pas à les rattraper et doit se contenter de la troisième place.
Le Suédois Martin Nilsson prend le premier les commandes du Tatra SkyMarathon et impose son rythme soutenu. Parti prudemment, Luca Del Pero lance son attaque en deuxième partie de course et parvient à doubler ses adversaires poure remonter à la deuxième place. Les conditions météorologiques se dégradant au fil des heures, les organisateurs décident d'arrêter la course pour assurer la sécurité des participants. Seuls les huit premiers hommes parviennent à rallier l'arrivée. Les organisateurs de la Skyrunner World Series décident d'établir le classement par rapport au dernier point de contrôle franchi avant l'arrivée de la course, à savoir le kilomètre 31 pour les hommes. Martin Nilsson est déclaré vainqueur devant Luca Del Pero et Damien Humbert,.
- Finale (150 points au vainqueur)

| Course                                     | Vainqueur                                               | Deuxième                                                | Troisième                                               | Leader du classement général    |
| ------------------------------------------ | ------------------------------------------------------- | ------------------------------------------------------- | ------------------------------------------------------- | ------------------------------- |
| Acantilados del Norte Skyrace              | Luca Del Pero                                           | Roberto Delorenzi                                       | Lorenzo Beltrami                                        | Luca Del Pero                   |
| Mexico Sky Challenge                       | Abraham Hernández                                       | Frédéric Tranchand                                      | Jacob Adkin                                             | Luca Del Pero Abraham Hernández |
| Calamorro Skyrace                          | Luca Del Pero                                           | Roberto Delorenzi                                       | Nicolás Molina Augustín                                 | Luca Del Pero                   |
| Andes Mountain Skyrace                     | Damien Humbert                                          | José Manuel Quispe                                      | Joel Pumacayo                                           | Luca Del Pero                   |
| Skyrace des Matheysins                     | Alex Oberbacher                                         | Roberto Delorenzi                                       | Jan Torrella Oller                                      | Luca Del Pero                   |
| Kailas Penang Skyrace                      | Marcos Villamuera                                       | Luvsansharav Natsagdorj                                 | Milton Amat                                             | Luca Del Pero                   |
| Ueda SkyRace                               | Ruy Ueda                                                | Tsubasa Fuji                                            | Marcel Höche                                            | Luca Del Pero                   |
| Tahtalı Run To Sky                         | Alain Santamaría                                        | Nicolás Molina                                          | José Manuel Quispe                                      | Luca Del Pero                   |
| Monte Zerbion Skyrace                      | Gianluca Ghiano                                         | Alex Oberbacher                                         | Manuel Merillas                                         | Luca Del Pero                   |
| Hochkönig SkyRace                          | Martin Nilsson                                          | Gianluca Ghiano                                         | Daniel Antonioli                                        | Luca Del Pero                   |
| SkyRace Gorges du Tarn                     | Luca Del Pero                                           | Frédéric Tranchand                                      | Finlay Grant                                            | Luca Del Pero                   |
| Minotaur SkyRace                           | Course annulée en raison des conditions météorologiques | Course annulée en raison des conditions météorologiques | Course annulée en raison des conditions météorologiques | Luca Del Pero                   |
| Ibarra SkyRace                             | Alain Santamaría                                        | Marcelo Olivo                                           | José Manuel Quispe                                      | Luca Del Pero                   |
| Cordillera Blanca Skyrace                  | José Manuel Quispe                                      | Jorge Luis Castro                                       | Alain Santamaría                                        | José Manuel Quispe              |
| Tatra SkyMarathon                          | Martin Nilsson                                          | Luca Del Pero                                           | Damien Humbert                                          | Luca Del Pero                   |
| Matterhorn Ultraks Extreme                 |                                                         |                                                         |                                                         |                                 |
| Saint-Jeoire SkyRace - Trail des 2 Massifs |                                                         |                                                         |                                                         |                                 |
| Grigne SkyMarathon                         |                                                         |                                                         |                                                         |                                 |
| Gorbeia Suzien                             |                                                         |                                                         |                                                         |                                 |
| Mourne Skyline                             |                                                         |                                                         |                                                         |                                 |
| Mount Kinabalu Climbathon                  |                                                         |                                                         |                                                         |                                 |
| 2 Peaks SkyRace                            |                                                         |                                                         |                                                         |                                 |
| Sobrescobio Skyrace                        |                                                         |                                                         |                                                         |                                 |
| SkyMasters                                 |                                                         |                                                         |                                                         |                                 |

### Femmes
Revenue à la compétition après sa pause maternité, la Roumaine Denisa Dragomir prend la première les commandes de l'Acantilados del Norte Skyrace. Elle est suivie de près par l'Espagnole Marta Martínez. Cette dernière parvient à lancer son attaque en fin de course pour passer en tête et filer vers la victoire. Denisa Dragomir assure alors la deuxième place. Ayant eu un début de course difficile, la vétérane Oihana Kortazar retrouve de l'énergie en cours de route et fait parler son expérience pour remonter le peloton et s'offrir la troisième marche du podium.
La Russe Anastasia Roubtsova domine largement le Mexico Sky Challenge. Filant seule en tête, elle creuse l'écart sur ses rivales et s'impose facilement. La Colombienne Paola Morales et la Mexicaine Alma Méndez complètent le podium.
Un petit groupe se détache en tête de la Calamorro SkyRace avec Iris Pessey, Denisa Dragomir, Patricia Pineda de retour à la compétition après une blessure et Marta Martínez. Denisa Dragomir et Patricia Pineda se détachent en tête et se livrent un duel serré pour la victoire, finalement à l'avantage de l'Espagnole. L'Italienne Elisa Desco effectue une solide remontée pour doubler ses adversaires et s'offrir la troisième marche du podium.
La course féminine de l'Andes Mountain Skyrace voit un trio émerger en tête composé de l'Équatorienne Blanca Llumiquinga, la Russe Anastasia Roubtsova et la Péruvienne Rosalía Zegarra. Victime d'une erreur de parcours, Blanca Llumiquinga parvient à rattraper puis dépasser Anastasia Roubtsova, souffrant des conditions difficiles, et s'impose pour pour sa première participation en Skyrunner World Series. Anastasia Roubtsova s'accroche pour assurer la deuxième place devant Rosalía Zegarra,.
Victorieuse de la Skyrace des Matheysins en 2022, la Française Julie Roux prend les commandes de la course sur un rythme soutenu, suivie de près par sa compatriote Lucille Germain. Dans la forte montée du sentée du diable, cette dernière lance son attaque pour s'emparer de la tête de course et filer vers la victoire. Elle s'impose avec plus de huit minutes d'avance sur Julie Roux. L'Espagnole Marta Martínez complète le podium.
Prenant un départ prudent sur la Kailas Penang Skyrace, la Française Iris Pessey tire avantage des montées pour s'emparer de la tête et filer vers la victoire. Derrière elle, la deuxième place se joue entre la Mongole Dulamsuren Myagmar et l'Australienne Simone Brick, finalement à l'avantage de cette dernière.
La favorite locale Takako Takamura domine la Ueda Skyrace. Courant seule en tête du début à la fin, elle s'impose facilement avec plus de vingt minutes d'avance sur ses rivales. La Française Iris Pessey réalise une solide course pour se classer deuxième. La Japonaise Suzuha Kusuda parvient à s'emparer de la troisième marche du podium pour quelques secondes au terme d'une lutte serrée avec la Slovaque Nikola Maťková.
La Russe Anastasia Roubtsova domine la Tahtalı Run To Sky. Elle mène la course du début à la fin et s'impose en 3 h 17 min 11 s, établissant un nouveau record féminin du parcours. Derrière elle, l'Espagnole Carrodilla Cabestre effectue une solide course et parvient à doubler sa compatriote Naiara Irigoyen pour s'emparer de la deuxième place.
La Française Lucille Germain domine la Monte Zerbion Skyrace. Courant en tête du début à la fin, elle s'impose en 2 h 40 min 45 s. Elle devance de cinq minutes sa plus proche poursuivante Denisa Dragomir et établit un nouveau record féminin du parcours. L'Italienne Fabiola Conti, ancienne détentrice du record du parcours, complète le podium.
La Française Lucille Germain et la Roumaine Denisa Dragomir se livrent à un duel serré en tête de la Hochkönig Skyrace. Elles s'échangent la tête de course à plusieurs reprises mais la Française parvient à faire la différence dans la descente finale pour s'offrir sa troisième victoire d'affilée. L'Allemande Daniela Oemus complète le podium.
L'Espagnole Patricia Pineda prend la première les commandes de la SkyRace Gorges du Tarn. Elle gère son allure pour conserver la tête qu'elle garde jusqu'à l'arrivée pour remporter la victoire. Sa compatriote Celia Balcells effectue une solide course pour s'emparer de la deuxième place devant la Française Alice Bausseron.
En raisons de conditions météorologiques avec de fortes pluies et de la neige annoncées, les organisateurs décident d'annuler la Minotaur SkyRace.
Naiara Irigoyen mène l'Ibarra SkyRace de bout en bout pour remporter sa première victoire de la saison. La favorite locale Blanca Llumiquinga réalise une solide course pour s'emparer de la deuxième place. Rosalía Zegarra complète le podium. En raison des conditions météorologiques qui se dégradent, les organisateurs décident d'interrompre la course. Seules les sept premières femmes peuvent rallier la ligne d'arrivée.
La Péruvienne Deysi Castro prend la première les commandes de la Cordillera Blanca SkyRace. Menant sur un rythme soutenu, elle distance ses adversaires et s'impose au terme d'une course en solitaire. Naiara Irigoyen réalise une solide course et parvient à se défaire de la Péruvienne Diana Espinoza pour remporter la deuxième place, dix minutes derrière Deysi Castro.
Denisa Dragomir mène le Tatra SkyMarathon en première partie de course. Elle est talonnée par sa compatriote Mădălina Amariei. Les deux femmes luttent au coude-à-coude pour la tête de course. Les conditions météorologiques se dégradant au fil des heures, les organisateurs décident d'arrêter la course pour assurer la sécurité des participants. Les organisateurs de la Skyrunner World Series décident d'établir le classement par rapport au dernier point de contrôle franchi avant l'arrivée de la course, à savoir le kilomètre 23,9 pour les femmes. Mădălina Amariei ayant franchi le point de contrôle moins d'une seconde avant Denisa Dragomir, elle est déclarée vainqueur, suscitant des controverses sur les réseaux sociaux. La Macédonienne Elena Karanfiloska est classée troisième,.
- Finale (150 points au vainqueur)

| Course                                     | Vainqueur                                               | Deuxième                                                | Troisième                                               | Leader du classement général               |
| ------------------------------------------ | ------------------------------------------------------- | ------------------------------------------------------- | ------------------------------------------------------- | ------------------------------------------ |
| Acantilados del Norte Skyrace              | Marta Martínez Abellán                                  | Denisa Dragomir                                         | Oihana Kortazar Aranzeta                                | Marta Martínez Abellán                     |
| Mexico Sky Challenge                       | Anastasia Roubtsova                                     | Paola Morales                                           | Alma Jael Méndez Ayance                                 | Marta Martínez Abellán Anastasia Roubtsova |
| Calamorro Skyrace                          | Patricia Pineda Cornejo                                 | Denisa Dragomir                                         | Elisa Desco                                             | Denisa Dragomir                            |
| Andes Mountain Skyrace                     | Blanca Llumiquinga                                      | Anastasia Roubtsova                                     | Rosalía Zegarra                                         | Anastasia Roubtsova                        |
| Skyrace des Matheysins                     | Lucille Germain                                         | Julie Roux                                              | Marta Martínez Abellán                                  | Marta Martínez Abellán                     |
| Kailas Penang Skyrace                      | Iris Pessey                                             | Simone Brick                                            | Dulamsuren Myagmar                                      | Marta Martínez Abellán                     |
| Ueda SkyRace                               | Takako Takamura                                         | Iris Pessey                                             | Suzuha Kusuda                                           | Marta Martínez Abellán                     |
| Tahtalı Run To Sky                         | Anastasia Roubtsova                                     | Carrodilla Cabestre                                     | Naiara Irigoyen                                         | Anastasia Roubtsova                        |
| Monte Zerbion Skyrace                      | Lucille Germain                                         | Denisa Dragomir                                         | Fabiola Conti                                           | Anastasia Roubtsova                        |
| Hochkönig SkyRace                          | Lucille Germain                                         | Denisa Dragomir                                         | Daniela Oemus                                           | Denisa Dragomir                            |
| SkyRace Gorges du Tarn                     | Patricia Pineda Cornejo                                 | Celia Balcells Serra                                    | Alice Bausseron                                         | Denisa Dragomir                            |
| Minotaur SkyRace                           | Course annulée en raison des conditions météorologiques | Course annulée en raison des conditions météorologiques | Course annulée en raison des conditions météorologiques | Denisa Dragomir                            |
| Ibarra SkyRace                             | Naiara Irigoyen                                         | Blanca Llumiquinga                                      | Rosalía Zegarra                                         | Denisa Dragomir                            |
| Cordillera Blanca Skyrace                  | Deysi Castro                                            | Naiara Irigoyen                                         | Diana Isabel Espinoza Quispe                            | Denisa Dragomir                            |
| Tatra SkyMarathon                          | Mădălina Amariei                                        | Denisa Dragomir                                         | Elena Karanfiloska                                      | Denisa Dragomir                            |
| Matterhorn Ultraks Extreme                 |                                                         |                                                         |                                                         |                                            |
| Saint-Jeoire SkyRace - Trail des 2 Massifs |                                                         |                                                         |                                                         |                                            |
| Grigne SkyMarathon                         |                                                         |                                                         |                                                         |                                            |
| Gorbeia Suzien                             |                                                         |                                                         |                                                         |                                            |
| Mourne Skyline                             |                                                         |                                                         |                                                         |                                            |
| Mount Kinabalu Climbathon                  |                                                         |                                                         |                                                         |                                            |
| 2 Peaks SkyRace                            |                                                         |                                                         |                                                         |                                            |
| Sobrescobio Skyrace                        |                                                         |                                                         |                                                         |                                            |
| SkyMasters                                 |                                                         |                                                         |                                                         |                                            |